# Ourinhos
Ourinhos är en stad och kommun i Brasilien och ligger i delstaten São Paulo. Den ligger vid Paranapanemafloden, som utgör gräns mot delstaten Paraná, och kommunens befolkning uppgick år 2014 till cirka 109 000 invånare.